# Baia di Sulzberger
La baia di Sulzberger (in inglese Sulzberger Bay) è una baia larga circa 100 km situata davanti alla costa di Saunders, nella parte occidentale della Terra di Marie Byrd che si sovrappone alla parte nord-orientale della Dipendenza di Ross, in Antartide. All'interno della baia, che si estende dall'isola Vollmer, a nord-est, all'isola Fisher, a sud-ovest, e la cui superficie è quasi completamente ricoperta dai ghiacci della piattaforma glaciale Sulzberger, sono presenti diverse isole, tra cui quelle facenti parte dell'arcipelago Marshall e delle isole White.

## Storia
La baia di Sulzberger fu scoperta il 5 dicembre 1929 durante prima la spedizione antartica comandata dall'ammiraglio Byrd e svoltasi dal 1928 al 1930, e così battezzata dallo stesso Byrd in onore di Arthur H. Sulzberger, editore del The New York Times e sostenitore delle prime due spedizioni antartiche di Byrd, nel 1928-1930 e nel 1933-1935.